# Nevith Condés Jaramillo
Nevith Condés Jaramillo ( Estado de México; 1977 - Tejupilco, Estado de México; 24 de agosto de 2019) fue un periodista mexicano, reconocido en la región de Tierra Caliente, por su labor como periodista en la región y director del portal informativo El Observatorio del Sur. Fue asesinado el 24 de agosto de 2019 en la comunidad de Cerro de Cacalotepec. 

## Biografía y trayectoria periodística
Nevith originario de la región de Tierra Caliente, llegó al periodismo debido a sus inquietudes y activismo social. Participó por un tiempo como militante del Partido de la Revolución Democrática del que se terminó alejando después del Pacto por México. Ahí comenzó su interés por el mundo de la radio. 
Después fundó el Observatorio del Sur, un portal en Facebook que se dedicó a manejar y generar información comunitaria. El mismo le llamaba "periodismo guache", un calificativo relacionado con el regionalismo de la zona sureña donde se encuentra Tejupilco y parte de la zona de guerrero. El portal, que sigue activo en Facebook tiene historias de todo tipo; desde denuncias de baches hasta anuncios comunitarios importantes como la creación de un Estado de Tierra Caliente denuncias por parte de la gente. Lo único que cuidó de no comunicar dentro del sitio fueron las noticias policiacas  o de crimen organizado.

## Asesinato
El 24 de agosto de 2019 fue asesinado en la comunidad de Cerro de Cacalotepec. 

Nevith había recibido de manera sistemática amenazas vía telefónica y redes sociales con anterioridad. Algunos organismos como Artículo 19 tenían conocimiento desde el año de 2017 sobre estas llamadas de atención. El tipo de mensajes que había recibido eran: 
"Yo no te quiero hacer nada, me gusta tu trabajo, pero no te metas con nosotros, hazle caso al diputado, ya no escribas nada, te estás metiendo en un pedo por andar hablando del diputado. Dice el fresa que le bajes de huevos con el Antony que ya no publiques nada de él, contra él"
Los mensajes fueron recibidos después de haber cubierto la visita del secretario de Salud estatal, Gabriel Jaime O'Shea Cuevas y al diputado local Antony Domínguez Vargas, presidente municipal de Tejupilco .
Nevith Condés fue uno de los primeros en informar a la comunidad sobre el derribo de un helicóptero cerca de Sultepec en junio del año de 2019.
El periodismo de Nevith se caracterizó por dar cobertura a denuncias ciudadanas; videos dentro de Facebook y YouTube. Plataformas utilizadas en comunidades no solo de México sino de América Latina para proporcionar información rápida y fidedigna, tal y como lo harían las radios comunitarias. 